# Hacks
Hacks este un serial de televiziune comedie-dramă american creat de Lucia Aniello, Paul W. Downs și Jen Statsky, care a avut premiera pe 13 mai 2021, la HBO Max. Cu Jean Smart, Hannah Einbinder și Carl Clemons-Hopkins în rolurile principale, serialul se concentrează pe relația profesională dintre o tânără scriitoare de comedie și o legendară comediană de stand-up.
Serialul a primit aprecieri din partea criticilor și a câștigat numeroase premii, inclusiv Premiile Emmy pentru cel mai bun serial de comedie, scenariu, regie și pentru cea mai bună actriță în rol principal, precum și premiul Globul de Aur pentru cel mai bun serial de televiziune – muzical sau comedie.
În iunie 2021, serialul a fost reînnoit pentru un al doilea sezon, care a avut premiera pe 12 mai 2022. În iunie 2022, seria a fost reînnoită pentru un al treilea sezon, care a avut premiera pe 2 mai 2024.

## Subiect
Deborah Vance, o legendară divă a comediei de stand-up din Las Vegas, ajunsă la vârsta a treia, trebuie să se reinventeze pentru a evita să-și piardă rezidența la Palmetto Casino. Ava este o tânără scriitoare de comedie care nu își poate găsi de lucru din cauza unui tweet insensibil și a reputației sale de egocentrică și arogantă. Când agentul Avei o trimite să lucreze ca noul scriitor principal al Deborei, cele două devin tot mai apropiate și schimbă personalitatea celeilalte. În timp ce Ava o împinge pe noua ei șefă să-și asume mai multe riscuri, Deborah, la rândul său, o ajută pe Ava să înceapă să rezolve problemele ei personale.

## Distribuție
- Jean Smart în rolul Deborah Vance, o comediantă legendară din Las Vegas
- Hannah Einbinder în rolul Ava Daniels, o scriitoare de comedie care nu are noroc
- Carl Clemons-Hopkins în rolul Marcus, Chief operating officer (COO) al companiei de management a lui Deborah și cel mai apropiat consilier al ei
- Paul W. Downs în rolul Jimmy LuSaque Jr., agentul Deborei și Avei
- Megan Stalter în rolul Kayla Schaefer, fiica șefului lui Jimmy, care lucrează ca asistentă
- Rose Abdoo în rolul Josefina, managerul proprietății Deborei
- Mark Indelicato în rolul Damien, asistentul personal al Deborei
- Kaitlin Olson în rolul Deborah "DJ" Vance Jr., fiica Deborei
- Christopher McDonald în rolul Marty Ghilain, CEO la Palmetto Casino

## Recepție
Agregatorul de recenzii Rotten Tomatoes a raportat un rating de aprobare pentru primul sezon de 100% pe baza a 74 de recenzii, cu un rating mediu de 8,3/10. Consensul critic al site-ului afirmă: „Un debut înțepător care dă puține lovituri, Hacks echilibrează cu îndemânare criticile sale ascuțite la adresa lumii comediei cu momente mai intime, oferind în același timp incomparabilei Jean Smart un rol demn de talentele sale – și o parteneră excelentă în Hannah Einbinder .” Metacritic a calculat un scor mediu ponderat de 82 din 100 pe baza a 24 de critici, indicând „aclamare universală”.
Pe Rotten Tomatoes, sezonul al doilea a primit, de asemenea, un rating de aprobare de 100% pe baza a 54 de recenzii ale criticilor, cu un rating mediu de 8,6/10. Consensul criticilor site-ului afirmă: „ Hacks iese la drum, dar Jean Smart și Hannah Einbinder rămân foarte bine una cu celălaltă într-un sezon al doilea excelent care găsește modalități noi de a adânci prietenia perechii centrale”. Pe Metacritic, a primit un scor de 88 din 100 pe baza a 24 de critici.
Pe Rotten Tomatoes, al treilea sezon a primit un rating de aprobare de 97% pe baza a 36 de recenzii ale criticilor, cu un rating mediu de 9/10. Consensul criticilor site-ului afirmă: „Reunirea nu s-a simțit niciodată atât de bine – Hacks răspunde cu un set nou și un argument persuasiv pentru propria longevitate”. Pe Metacritic, a primit un scor de 90 din 100 pe baza a 22 de critici.